# 灯台乡
灯台乡，是中华人民共和国四川省南充市顺庆区曾经下辖的一个乡。2019年9月，撤销灯台乡和梵殿乡，将其所属行政区域划归芦溪镇管辖。

## 行政区划
灯台乡撤销前下辖以下地区：
卢家湾村、谷家庙村、袁家庙村、尹家祠村、乡樟木湾村、高板桥村、任家祠村、字库碑村和殷家庙村。